# Arnaud Boiteau
Pour les articles homonymes, voir Boiteau.
Arnaud Samuel Boiteau, né le 7 novembre 1973 à Angers, est un cavalier international de concours complet (CCE). Il est également écuyer du Cadre noir de Saumur. Il mesure 1,85 m en 2004
Il est chevalier de la Légion d'honneur.          Il est l’auteur d’un livre sur le  « Le cheval de concours complet: éducation et entraînement » Belin-2016. Il est marié et a deux enfants.

## Palmarès
Ses principaux titres sont :                        2001: participation au CCI ***** de Badminton         2002: participation aux championnats du monde de Jerez de la frontera, participation au CCI ***** de Badminton 
- 2003 : Vice-champion d'Europe par équipe à Punchestown ;
- 2004 : Champion olympique par équipe aux Jeux Olympiques d'Athènes avec Expo du Moulin ; 2005: Vice-champion d’Europe par équipe à Blenheim et 8 ème place en individuel ; 2006: participation aux championnats du monde d’Aix La Chapelle ;2007: Vice champion d’Europe par équipe à Pratoni del vivaro
- 2008 : Vice-champion de France au Master Pro de Pompadour avec Expo du Moulin ; 2010: participation aux championnats du monde de Lexington
- 2014 : 1re place du CCI ** et 3e place du CCI **** des Etoiles de Pau.
- 2021 : Troisième du Championnat de France de Pompadour avec Quoriano[4].